# 크리스티네함시

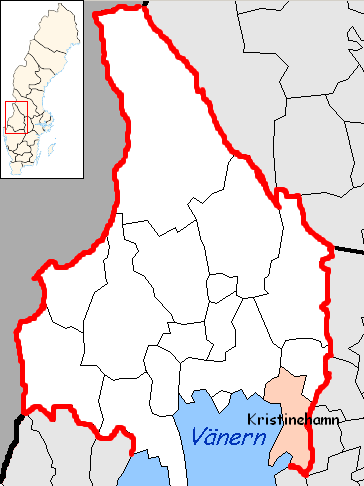
크리스티네함 시의 위치

크리스티네함시(스웨덴어: Kristinehamns kommun)는 스웨덴 베름란드주에 위치한 지방 자치체로 행정 중심지는 크리스티네함이며 면적은 1,384.44km2, 인구는 24,671명(2016년 12월 31일 기준), 인구 밀도는 18명/km2이다.

시 문장